# Anna Vassiltchikova
Anna Vassiltchikova (en russe : Анна Васильчикова) était tsarine du tsarat de Russie et la cinquième femme d'Ivan le Terrible. Elle l'épouse en janvier 1575 sans le consentement de l'Église orthodoxe. La date (vers 1576-77) et les circonstances de sa mort sont incertaines. 